# Back to Oblivion
Albums de Finch
Finch
(2008)
Back to Oblivion est le troisième album studio du groupe de post-hardcore américain Finch, publié le 30 septembre 2014 au label Razor & Tie. Il est produit par Brian Virtue (Thirty Seconds to Mars, Jane's Addiction, Chevelle). Afin d'en faire la promotion, Finch met en ligne les titres Two Guns to the Temple en août et Anywhere But Here en septembre 2014. Il s'agit du premier LP du groupe en près de dix ans et c'est la première fois qu'il publie du matériel original depuis son EP éponyme de 2008.

## Liste des pistes
Toutes les chansons sont écrites et composées par Finch.
| No  | Titre                  | Durée |
| --- | ---------------------- | ----- |
| 1.  | Back To Oblivion       | 3:23  |
| 2.  | Anywhere But Here      | 3:09  |
| 3.  | Further From the Few   | 3:31  |
| 4.  | Murder Me              | 3:11  |
| 5.  | Picasso Trigger        | 3:38  |
| 6.  | Play Dead              | 5:21  |
| 7.  | Two Guns To the Temple | 2:53  |
| 8.  | The Great Divide       | 3:07  |
| 9.  | Us vs. Them            | 3:57  |
| 10. | Tarot                  | 4:57  |
| 11. | Inferium               | 5:28  |
| 12. | New Wave               | 4:09  |